# Glacier inférieur de Grindelwald
Pour les articles homonymes, voir Grindelwald.
Le glacier inférieur de Grindelwald (en allemand : Unterer Grindelwaldgletscher), également connu sous le nom de « bas-glacier de Grindelwald »,, est un glacier des Alpes bernoises, situé au sud-est de Grindelwald, dans le canton de Berne (Suisse). Il trouve son origine sous l'Agassizhorn et le Strahlegghorn et est relié au glacier de l'Unteraar via le Finsteraarjoch (3 283 m). Le glacier inférieur de Grindelwald ne doit pas être confondu avec le glacier supérieur de Grindelwald, situé au nord-est.
Le glacier inférieur de Grindelwald possède encore un affluent majeur, l'Ischmeer (« mer de glace » en suisse allemand, anciennement connue sous le nom de « glacier de Grindelwald-Fiescher », en allemand : Grindelwald-Fieschergletscher), qui est le glacier surplombé par la station Eismeer (en) du chemin de fer de la Jungfrau.
Le glacier inférieur de Grindelwald mesurait 8,3 km de long et couvrait une superficie de 20,8 km2 en 1973. Il a considérablement rétréci depuis, ayant une longueur de seulement 6,2 km en 2015, le retrait de 1,9 km étant principalement intervenu depuis 2007.
Au milieu du XIXe siècle, le glacier atteignait la vallée de Grindelwald jusqu'à Mettenberg, à une altitude de 983 m, près de la confluence de la Lütschine blanche et de la Lütschine noire. En 1900, il s'étendait encore jusqu'au Rotenflue (1 200 m) et remplissait toute la vallée depuis son extrémité actuelle, le lac glaciaire, avec une épaisseur d'environ 300 m jusqu'à une altitude de 1 700 m, juste en dessous de l'actuel chemin de randonnée autour du Bänisegg. Au début des années 2000, il avait reculé jusqu'à la gorge entre l'arête du Hörnli (Eiger) et le Mättenberg.

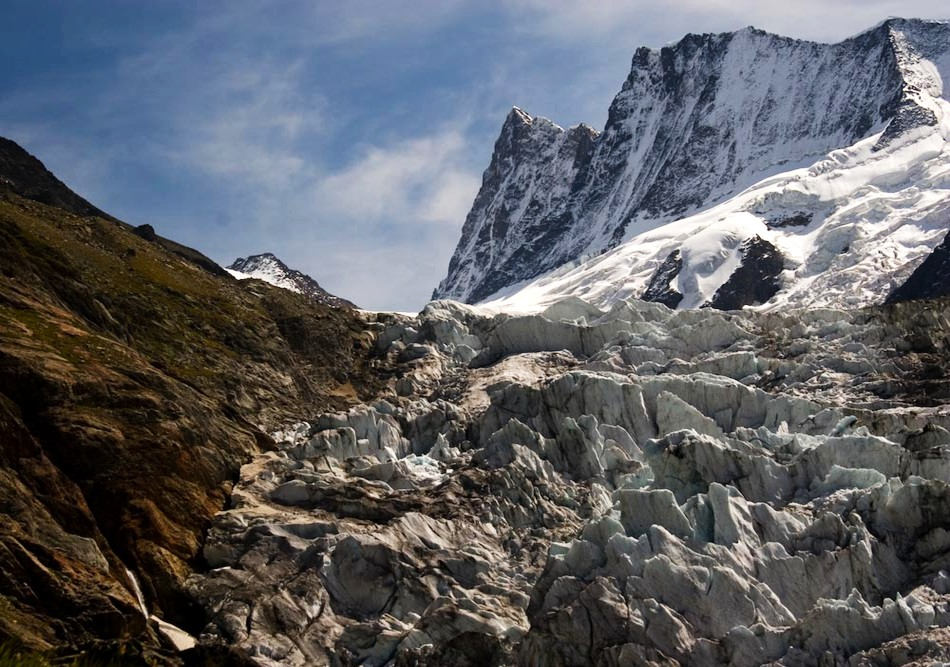
Partie supérieure du glacier sous le Finsteraarhorn. Sur la droite, à l'arrière-plan, l'Agassizhorn (août 2008).
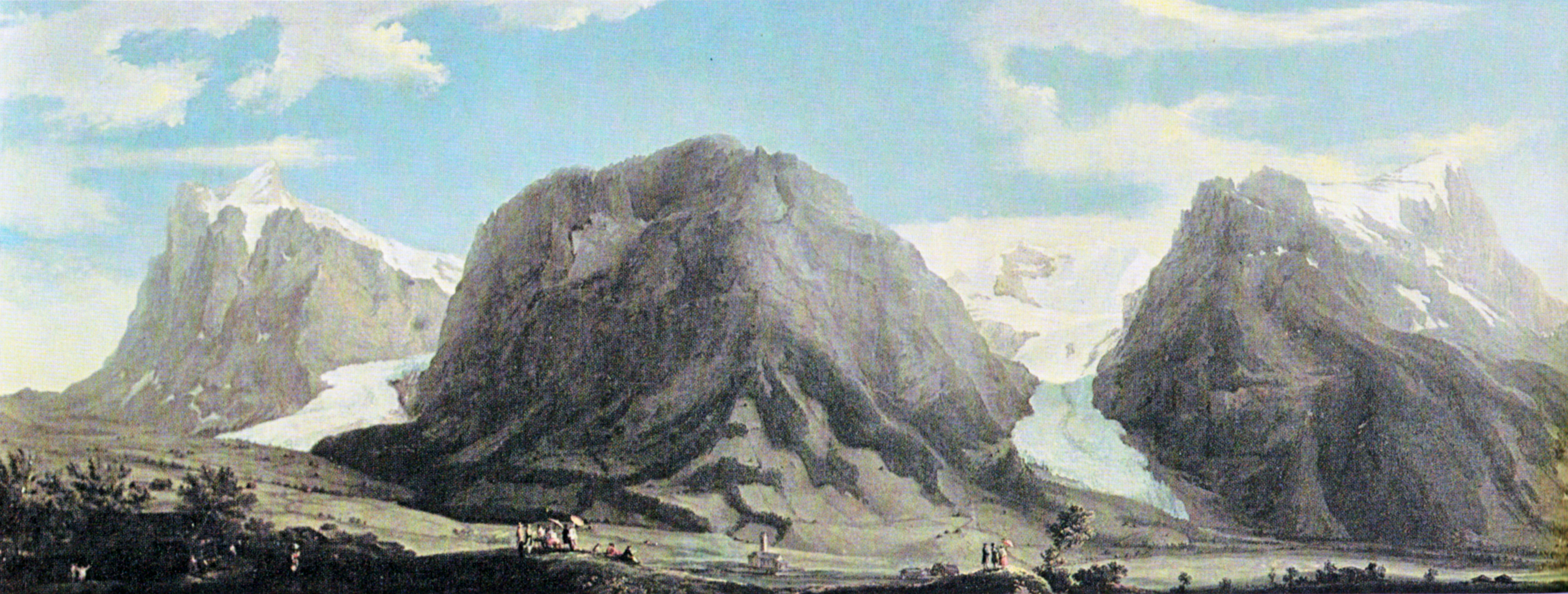
Les glaciers supérieur (à gauche) et inférieur (à droite) de Grindelwald avec – de gauche à droite – le Wetterhorn, le Mättenberg et le Hörnli (Caspar Wolf, 1774).

### Sources et bibliographie
- Amédée Zryd, Les glaciers en mouvement : la population des Alpes face au changement climatique, coll. « Le savoir suisse », 2008, 135 p. (lire en ligne)